# U21-europamästerskapen i taekwondo
U21-europamästerskapen i taekwondo är ett europamästerskap i taekwondo för tävlande upp till 21 år. Första upplagan hölls i Vigo 2009.

## Upplagor
| Upplaga | År   | Stad        | Land                    | Datum           |
| ------- | ---- | ----------- | ----------------------- | --------------- |
| 1       | 2009 | Vigo        | Spanien                 | 6–8 november    |
| 2       | 2010 | Charkiv     | Ukraina                 | 9–12 september  |
| 3       | 2012 | Aten        | Grekland                | 14–17 juni      |
| 4       | 2013 | Chișinău    | Moldavien               | 18–21 april     |
| 5       | 2014 | Innsbruck   | Österrike               | 26–28 september |
| 6       | 2015 | Bukarest    | Rumänien                | 19–22 november  |
| 7       | 2016 | Groznyj     | Ryssland                | 23–26 juli      |
| 8       | 2017 | Sofia       | Bulgarien               | 6–9 april       |
| 9       | 2018 | Warszawa    | Polen                   | 8–11 november   |
| 10      | 2019 | Helsingborg | Sverige                 | 5–8 september   |
| 11      | 2021 | Tallinn     | Estland                 | 24–27 augusti   |
| 12      | 2022 | Tirana      | Albanien                | 27–30 september |
| 13      | 2023 | Bukarest    | Rumänien                | 7–10 december   |
| 14      | 2024 | Sarajevo    | Bosnien och Hercegovina | 20–23 november  |